# Temporada 1905 de las Grandes Ligas de Béisbol

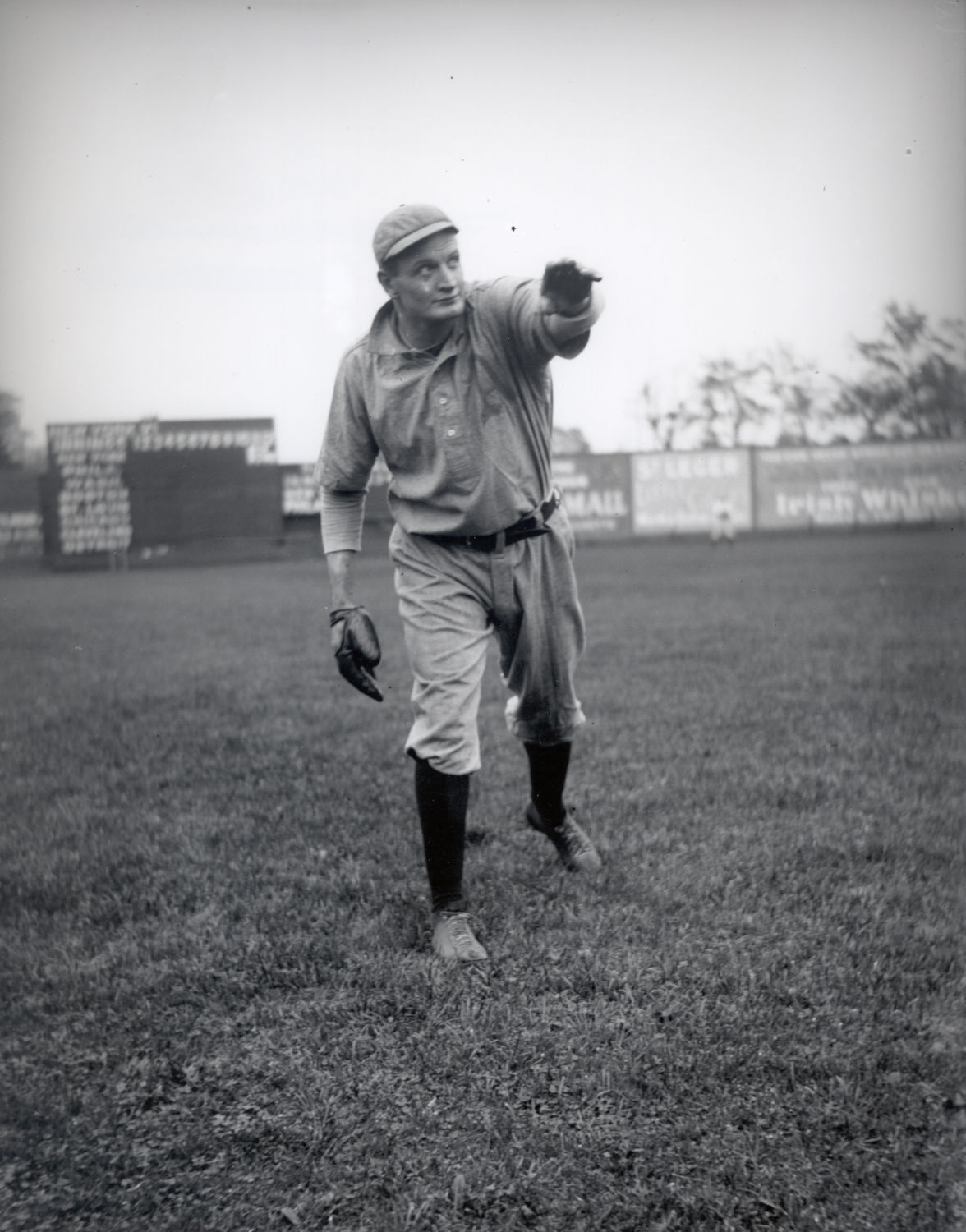
Se muestra a la leyenda del beisbol Rube Waddell

La temporada 1905 de MLB fue la quinta temporada de la Liga Americana y la segunda con Serie Mundial. Los Gigantes de Nueva York derrotaron 4-1 a los Philadelphia Athletics para ganar la Serie Mundial.

## Resultados
| Liga Americana |                        |    |    |      |      |
| Rank           | Club                   | G  | P  | PG % | GB   |
|                |                        |    |    |      |      |
| 1º             | Philadelphia Athletics | 92 | 56 | .622 | --   |
| 2º             | Chicago White Sox      | 92 | 60 | .605 | 2.0  |
| 3º             | Detroit Tigers         | 79 | 74 | .516 | 15.5 |
| 4º             | Boston Red Sox         | 78 | 74 | .513 | 16.0 |
| 5º             | Cleveland Indians      | 76 | 78 | .494 | 19.0 |
| 6º             | New York Yankees       | 71 | 78 | .477 | 21.5 |
| 7º             | Washington Senators    | 64 | 87 | .424 | 32.0 |
| 8º             | St. Louis Browns       | 54 | 99 | .353 | 40.5 |

| Liga Nacional |                       |     |     |      |      |
| Rank          | Club                  | G   | P   | PG % | GB   |
|               |                       |     |     |      |      |
| 1º            | New York Giants       | 105 | 48  | .686 | --   |
| 2º            | Pittsburgh Pirates    | 96  | 57  | .627 | 9.0  |
| 3º            | Chicago Cubs          | 92  | 61  | .601 | 13.0 |
| 4º            | Philadelphia Phillies | 83  | 69  | .546 | 21.5 |
| 5º            | Cincinnati Reds       | 79  | 74  | .516 | 26.0 |
| 6º            | St. Louis Cardinals   | 58  | 96  | .377 | 47.5 |
| 7º            | Boston Braves         | 51  | 103 | .331 | 54.5 |
| 8º            | Brooklyn Dodgers      | 48  | 104 | .314 | 56.5 |

## Serie Mundial 1905
| Equipo                  | G | P |
| ----------------------- | - | - |
| New York Giants         | 4 | 1 |
| Atléticos de Filadelfia | 1 | 4 |

|                                                         |
| Campeón de las Grandes Ligas New York Giants 1.º título |

## Líderes de la Liga
|      | Liga Americana   | Liga Americana | Liga Nacional         | Liga Nacional |
| AVG  | Elmer Flick CLE  | .308           | Cy Seymour CIN        | .377          |
| HR   | Harry Davis PHA  | 8              | Fred Odwell CIN       | 9             |
| RBI  | Harry Davis PHA  | 83             | Cy Seymour CIN        | 121           |
| Wins | Rube Waddell PHA | 27             | Christy Mathewson NYG | 31            |
| ERA  | Rube Waddell PHA | 1.48           | Christy Mathewson NYG | 1.28          |
| SO   | Rube Waddell PHA | 287            | Christy Mathewson NYG | 206           |